# (151) Абунданция
(151) Абунданция (лат. Abundantia) — типичный астероид главного пояса, который был открыт 1 ноября 1875 года австрийским астрономом Иоганном Пализой в обсерватории Пула и назван в честь Абунданции — римской богини изобилия. Название символизировало всё возрастающее количество астероидов, открытых в 70-е годы.

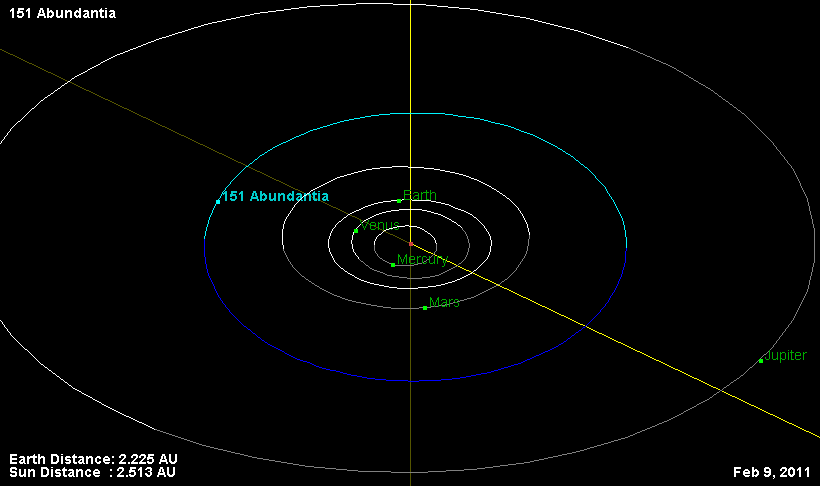
Орбита астероида Абунданция и его положение в Солнечной системе